# فرونتن (تگزاس)
فرونتن (به انگلیسی: Fronton) یک منطقهٔ مسکونی در ایالات متحده آمریکا است که در شهرستان استار، تگزاس واقع شده‌است. فرونتن ۱۸۰ نفر جمعیت دارد و ۶۱ متر بالاتر از سطح دریا واقع شده‌است.